# Sandeothallus japonicus
Sandeothallus japonicus är en bladmossart som först beskrevs av Hiroshi Inoue, och fick sitt nu gällande namn av Crand.-stotl. et Stotler. Sandeothallus japonicus ingår i släktet Sandeothallus och familjen Sandeothallaceae. Inga underarter finns listade i Catalogue of Life.